# SingStar Vol. 2
SingStar Vol. 2 es un juego de karaoke del sistema PlayStation 3 y PlayStation Portable publicado por Sony Computer Entertainment Europe y desarrollado por SCEE y London Studio. Esta es la 2ª entrega en la saga SingStar para PlayStation 3. 
SingStar Vol. 2 como el juego original, es distribuido tanto solo el juego (Disco Blu-Ray), o el juego y un par de micrófonos acompañado - uno rojo y otro azul-. SingStar es compatible con la cámara PlayStation Eye que sirve para visualizar a los jugadores en la pantalla mientras cantan.

## Listas de canciones

### Lista Internacional
| Artista                          | Canción                          |
| -------------------------------- | -------------------------------- |
| SingStar Vol. 2                  |                                  |
| Aerosmith                        | "Dude (Looks Like A Lady)"       |
| Bobby Brown                      | "My Prerogative"                 |
| Blur                             | "Country House"                  |
| The Cure                         | "Pictures Of You"'               |
| Kool & The Gang                  | "Celebration"                    |
| Eminem                           | "Without Me"                     |
| George Michael                   | "Freedom 90"                     |
| Gorillaz                         | "Dare"                           |
| The Gossip                       | "Standing In The Way Of Control" |
| Hot Chocolate                    | "You Sexy Thing"                 |
| Kaiser Chiefs                    | "Ruby"                           |
| The Killers                      | "When You Were Young"            |
| The Libertines                   | "Can't Stand Me Now"             |
| The Lovin' Spoonful              | "Summer In The City"             |
| The Mamas & The Papas            | "California Dreamin'"            |
| Mäximo Park                      | "Our Velocity"                   |
| Morrissey                        | "Suedehead"                      |
| Nirvana                          | "Lithium"                        |
| The Offspring                    | "Pretty Fly (For A White Guy)"   |
| Panic! At The Disco              | "But It's Better If You Do"      |
| Paul McCartney & The Frog Chorus | "We All Stand Together"          |
| The Police                       | "Don't Stand So Close To Me"     |
| The Proclaimers                  | "I'm Gonna Be (500 Miles)"       |
| Pulp                             | "Common People"                  |
| Radiohead                        | "Street Spirit (Fade Out)"       |
| Shakespears Sister               | "Stay"                           |
| Spandau Ballet                   | "True"                           |
| Tone Loc                         | "Funky Cold Medina"              |
| Tom Jones ft. Mousse T.          | "Sexbomb"                        |
| Young MC                         | "Bust a Move"                    |

- The Killers - When You Were Young ya fue incluida en SingStar Amped.
- Tom Jones ft. Mousse T. - Sexbomb ya fue incluida en la versión alemana de SingStar Summer Party.
- Nirvana - Lithium ya fue incluida en la versión americana de SingStar '90s.

### Lista Española
| Lista Española                                   | Lista Española          | Lista Española                                             |
| Artista                                          | Canción                 | Canción Sustituida                                         |
| ------------------------------------------------ | ----------------------- | ---------------------------------------------------------- |
| SingStar Vol. 2                                  |                         |                                                            |
| Alejandro Sanz                                   | "El Alma Al Aire"       | Bobby Brown - "My Prerogative"                             |
| Chambao                                          | "Papeles Mojados"       | Gorillaz - "Dare"                                          |
| David Bustamante                                 | "Cobarde"               | Earth, Wind & Fire - "Celebration"                         |
| Efecto Mariposa                                  | "Si Tú Quisieras"       | The Lovin' Spoonful - "Summer In The City"                 |
| Ella Baila Sola                                  | "Amores de barra"       | Mäximo Park - "Our Velocity"                               |
| Jarabe de Palo con La Mari (Chambao)             | "Déjame Vivir"          | Morrissey - "Suedehead"                                    |
| José El Francés con Niña Pastori y Vicente Amigo | "Fuera De Mí"           | Panic! At The Disco - "But It's Better If You Do"          |
| Julieta Venegas con Anita Tijoux                 | "Eres Para Mí"          | Paul McCartney & The Frog Chorus - "We All Stand Together" |
| La Cabra Mecánica con María Jiménez              | "La Lista de la Compra" | Radiohead - "Street Spirit (Fade Out)"                     |
| La Quinta Estación                               | "Sueños Rotos"          | Shakespears Sister - "Stay"                                |
| Mecano                                           | "La Fuerza Del Destino" | Spandau Ballet - "True"                                    |
| Merche                                           | "Cal Y Arena"           | The Libertines - "Can't Stand Me Now"                      |
| Miguel Bosé con Bimba Bosé                       | "Como Un Lobo"          | The Proclaimers - "I'm Gonna Be (500 Miles)"               |
| Pereza                                           | "Estrella Polar"        | Tone Loc - "Funky Cold Medina"                             |
| Pignoise                                         | "Sigo Llorando Por Ti"  | Young MC - "Bust A Move"                                   |

### Lista Alemana
| Lista Alemana               | Lista Alemana                | Lista Alemana                                              |
| Artista                     | Canción                      | Canción Sustituida                                         |
| --------------------------- | ---------------------------- | ---------------------------------------------------------- |
| SingStar Vol. 2             |                              |                                                            |
| Coldplay                    | "Talk"                       | The Cure - "Pictures Of You"                               |
| Die Fantastischen Vier      | "Ichisichisichisich"         | The Gossip - "Standing In The Way Of Control"              |
| Ich + Ich                   | "Stark"                      | The Libertines - "Can't Stand Me Now"                      |
| Mika                        | "Relax (Take It Easy"        | Panic! At The Disco - "But It's Better If You Do"          |
| Rooney                      | "I Should've Been After You" | Paul McCartney & The Frog Chorus - "We All Stand Together" |
| Sasha                       | "Lucky Day"                  | The Police - "Don't Stand So Close To Me"                  |
| Snow Patrol                 | "Shut Your Eyes"             | Pulp - "Common People"                                     |
| Sting                       | "Englishman In New York"     | Radiohead - "Street Spirit (Fade Out)"                     |
| Timbaland feat. OneRepublic | "Apologize"                  | Young MC - "Bust A Move"                                   |

### Lista Americana
| Lista Americana       | Lista Americana                | Lista Americana                                            |
| Artista               | Canción                        | Canción Sustituida                                         |
| --------------------- | ------------------------------ | ---------------------------------------------------------- |
| SingStar Vol. 2       |                                |                                                            |
| Bad English           | "When I See You Smile"         | Blur - "Country House"                                     |
| Boys Like Girls       | "Hero/Heroine"                 | Gorillaz - "Dare"                                          |
| The Bravery           | "Believe"                      | Earth, Wind & Fire - "Celebration"                         |
| Elton John & Kiki Dee | "Don't Go Breaking My Heart"   | The Lovin' Spoonful - "Summer In The City"                 |
| Gavin DeGraw          | "In Love With A Girl"          | Mäximo Park - "Our Velocity"                               |
| Gnarls Barkley        | "Run (I'm A Natural Disaster)" | George Michael - "Freedom 90"                              |
| Goldfrapp             | "Happiness"                    | The Gossip - "Standing In The Way Of Control"              |
| Lit                   | "Miserable"                    | Hot Chocolate - "You Sexy Thing"                           |
| Natasha Bedingfield   | "Unwritten"                    | Morrisey - "Suedehead"                                     |
| Panic! At The Disco   | "Nine In The Afternoon"        | Panic! At The Disco - "But It's Better If You Do"          |
| Paramore              | "CrushCrushCrush"              | Paul McCartney & The Frog Chorus - "We All Stand Together" |
| Phantom Planet        | "California"                   | Kaiser Chiefs - "Ruby"                                     |
| P!nk                  | "Just Like A Pill"             | Shakespears Sister - "Stay"                                |
| Rise Against          | "Prayer Of The Refugee"        | Spandau Ballet - "True"                                    |
| Sara Bareilles        | "Love Song"                    | The Libertines - "Can't Stand Me Now"                      |
| The Shins             | "New Slang"                    | Nirvana - "Lithium"                                        |
| Weezer                | "Beverly Hills"                | Pulp - "Common People"                                     |
| Yael Naim             | "New Soul"                     | Tom Jones ft. Mousse T. - "Sexbomb"                        |

- Elton John & Kiki Dee - "Don't Go Breaking My Heart" y P!nk - "Just Like A Pill" ya fueron incluidas en SingStar Party.

### Lista Italiana
| Lista Italiana  | Lista Italiana           | Lista Italiana                                    |
| Artista         | Canción                  | Canción Sustituida                                |
| --------------- | ------------------------ | ------------------------------------------------- |
| SingStar Vol. 2 |                          |                                                   |
| 883             | "NordSudOvestEst"        | The Gossip - "Standing In The Way Of Control"     |
| Finley          | "Adrenalina"             | Kaiser Chiefs - "Ruby"                            |
| Finley          | "Diventerai Una Star"    | The Killers - "When You Were Young"               |
| Gigi D'Alessio  | "Non Mollare Mai"        | The Libertines - "Can't Stand Me Now"             |
| Irene Grandi    | "Bruci La Città"         | The Lovin' Spoonful - "Summer In The City"        |
| Jarabe de Palo  | "Mi Piace Come Sei"      | The Mamas & The Papas - "California Dreamin'"     |
| Max Gazzé       | "Favola di Adamo ed Eva" | Mäximo Park - "Our Velocity"'                     |
| Max Gazzè       | "Una Música Può Fare"    | Morrisey - "Suedehead"                            |
| Niccolò Fabi    | "Dica"                   | Panic! At The Disco - "But It's Better If You Do" |
| Stadio          | "Innamorarsi Ancora"     | The Proclaimers - ""I'm Gonna Be (500 Miles)"     |
| Subsonica       | "Nuvole Rapide"          | Pulp - "Common People"                            |
| Tiziano Ferro   | "Ed Ero Contentissimo"   | Shakespears Sister - "Stay"                       |
| Tiziano Ferro   | "Stop! Dimentica"        | Tone Loc - "Funky Cold Medina"                    |
| Tiziano Ferro   | "Ti Scatterò Una Foto"   | Young MC - "Bust A Move"                          |